# Limacina retroversa
Limacina retroversa (лат.) — вид брюхоногих моллюсков рода лимацины из семейства Limacinidae. Название Limacina retroversa характеризует уникальную морфологию этих моллюсков, включающую тело, похожее на слизня, и свёрнутую, поворачивающуюся назад раковину. Обитают в эвфотической зоне холодных полярных вод, но могут встречаться по всему миру, в любом океане. В настоящее время вид находится под угрозой исчезновения, поскольку его численность сокращается из-за повышения уровня углерода в атмосфере и других антропогенных угроз.

## Этимология
Видовое название «retroversa» в переводе с латинского означает «повернутый назад» и, вероятно, связано с тем, что раковина Limacina retroversa выглядит свернутой в обратном направлении по сравнению с большинством других видов моллюсков. Родовое название «Limacina» происходит от латинского слова «limax», что означает «слизень» или «улиткоподобный», и относится к особенностям строения тела L. retroversa.

## Распространение
Вид широко распространён и встречаются в океанах, начиная с северной части Атлантического океана, северо-западной части Атлантического океана, европейских водах, Средиземном и Карибском морях. Встречаются на любой глубине океана, но наиболее многочисленны в эвфотической зоне, причем именно в неритической зоне, а не в океанической. Особенно высока биомасса L. retroversa в полярных регионах, поскольку это холодноводный вид. Более высокая численность L. retroversa обычно наблюдается в конце зимы и начале весны, а в конце лета и осенью плотность понижается, и они смещаются ниже в толщу воды.

## Морфология
L. retroversa — небольшие, прозрачные моллюски, принадлежащие к семейству птеропод Limacinidae. Основное тело представляет собой тонкую и изящную раковину из карбоната кальция, спирально закручивающуюся от заостренной вершины к более плоскому основанию, где расположены лапка и два параплодия, похожие на крылья. Внутреннее тело L. retroversa, в котором расположены различные органы, в том числе пищеварительная, репродуктивная и нервная системы, вытянуто в длину и имеет студенистый, полупрозрачный вид. Нога позволяет моллюску управлять мускульными движениями крыльев, используемых для передвижения. Параплодии L. retroversa позволяют им плавать, для чего они ритмично хлопают крыльями при направленной вверх раковине, создавая за животным водоворот и позволяя ему двигаться. Питание осуществляется с помощью ресничек на покрытой слизью ноге, которые захватывают и поедают добычу. Этот вид моллюсков — гермафродиты, у которых мужские и женские репродуктивные органы находятся в одной особи. Гонады находятся у основания раковины.
Все L. retroversa рождаются самцами, но со временем, когда они достаточно вырастают, у них развиваются женские гонады, что позволяет разделить их половую принадлежность в зависимости от размера: самые мелкие ювенильные особи (размером менее 0,5 мм) будут сексуально недифференцированными, несколько более крупные (0,5-1 мм) — исключительно самцами, а самые крупные (1-3 мм) — гермафродитами.

## Жизненный цикл
Ведут голопланктонный жизненный цикл. Полярные виды обычно живут около двух лет, в то время как умеренные и тропические представители имеют более короткий срок жизни.
Жизненный цикл начинается с отрождения яиц L. retroversa, которые выпускают планктонных личинок в толщу воды. Планктонные личинки увеличиваются в размерах за счет роста панциря, питаясь фитопланктоном. Через несколько недель личинки, претерпев метаморфоз, оседают на морское дно в виде ювенильных моллюсков. В процессе метаморфоза у личинок формируются взрослые органы, изменяется форма и строение тела. После завершения метаморфоза и достижения зрелости ювенильные улитки становятся способными к размножению и, как правило, еженедельно откладывают яйца.

### Размножение
У L. retroversa происходит половое размножение, включающее производство как яйцеклеток, так и сперматозоидов. Основными репродуктивными органами является пара гонад, расположенных вблизи головы L. retroversa, которые отвечают за производство гамет. У самцов в гонадах происходит сперматогенез, в результате которого образуются сперматозоиды. У самок гонады подвергаются оогенезу, в результате которого образуются яйцеклетки. После оплодотворения из бластулы, представляющей собой зиготу, прошедшую ряд клеточных делений, развивается личинка.
L. retroversa откладывает свои яичные массы в виде желатиновых лент. В ходе исследования L. retroversa в заливе Мэн было обнаружено, что в течение первых двух дней после отлова постоянно откладывались оплодотворённые яйца. Эмбрионы имеют сферическую форму, обычно около ~80 мкм в диаметре, и покрыты прозрачной капсулой.

### Питание
Питаются суспензионно, используя реснички, выдавленные на ноге и основании раковины. Реснички служат фильтрующим механизмом, который фильтрует и вылавливает добычу из толщи воды. Основными источниками пищи для L. retroversta являются фитопланктон, диатомовые и динофлагелляты.
L. retroversa являются неотъемлемой частью пищевой цепи в качестве фитофагов. Служат пищей для большого количества видов — от других планктоноядных зоопланктонов до рыб и морских птиц. Представителями этого вида питаются: хетогнаты, гетероподы, ктенофоры, медузы, сифонофоры, гименосомы, птероподы, псевдотекосомы и различные хищные рыбы — сельдь, скумбрия, личинки трески, личинки красной рыбы, лосось, желтоперый тунец, миктофиды, нототенииды.

## Антропогенные угрозы
Большую угрозу для вида представляет антропогенное влияние на климат. Повышение кислотности океана из-за избытка углерода создает угрозу сокращения популяций L. retroversa. Особенно на личиночной и ранней стадиях развития такая кислотность может привести к нарушениям, сбоям в росте и, в конечном итоге, к повышенной смертности. Наиболее ярко эти трудности проявляются в неспособности к кальцификации и росту карбонатных раковин кальция в условиях низкого pH.